# Mistrzostwa Świata w Szermierce 1971
Mistrzostwa Świata w Szermierce 1971 – 38. edycja mistrzostw odbyła się po raz drugi w austriackiej stolicy – Wiedniu.

## Klasyfikacja medalowa
| Lp. | Państwo | złoto | srebro | brąz | Razem |
| --- | ------- | ----- | ------ | ---- | ----- |
| 1   | ZSRR    | 4     | 1      | 3    | 8     |
| 2   | Francja | 2     | -      | -    | 2     |
| 3   | Węgry   | 1     | 3      | -    | 4     |
| 4   | Włochy  | 1     | 1      | 1    | 3     |
| 5   | Polska  | -     | 3      | 1    | 4     |
| 6   | Szwecja | -     | -      | 2    | 2     |
| 7   | Rumunia | -     | -      | 1    | 1     |

## Medaliści

### Mężczyźni
| Złoto                                                                                             | Srebro                                                                                                | Brąz |
| Floret                                                                                            | | |
| Wasilij Stankowicz                                                                                | Marek Dąbrowski                                                                                       | Leonid Romanow                                                                                          |
| Francja · Jean-Claude Magnan · Bernard Talvard · Christian Noël · Daniel Revenu · Bruno Boscherie | Polska · Witold Woyda · Marek Dąbrowski · Jerzy Kaczmarek · Lech Koziejowski · Adam Lisewski          | ZSRR · Wasilij Stankowicz · Leonid Romanow · Anatolij Kotieszew · Wiktor Putiatin · Władimir Dienisow   |
| Szpada                                                                                            | | |
| Grigorij Kriss                                                                                    | Nicola Granieri                                                                                       | Rolf Edling                                                                                             |
| Węgry · Csaba Fenyvesi · Győző Kulcsár · Zoltán Nemere · Pál Schmitt                              | ZSRR · Aleksiej Nikanczikow · Wiktor Modzolewski · Siergiej Paramonow · Igor Waletow · Grigorij Kriss | Szwecja · Per Sundberg · Rolf Edling · Carl von Essen · Hans Jacobson · Orvar Jönsson                   |
| Szabla                                                                                            | | |
| Michele Maffei                                                                                    | Jerzy Pawłowski                                                                                       | Wiktor Sidiak                                                                                           |
| ZSRR · Mark Rakita · Wiktor Sidiak · Eduard Winokurow · Władimir Nazłymow · Wiktor Bażenow        | Węgry · Péter Bakonyi · Tibor Pézsa · Péter Marót · Miklós Meszéna · Tamás Kovács                     | Włochy · Mario Aldo Montano · Rolando Rigoli · Michele Maffei · Cesare Salvadori · Mario Tullio Montano |

### Kobiety
| Złoto | Srebro | Brąz |
| Floret | | |
| Marie-Chantal Depetris-Demaille                                                                                  | Ildikó Rejtő | Ana Pascu |
| ZSRR · Galina Gorochowa · Jelena Nowikowa-Biełowa · Aleksandra Zabielina · Swietłana Czirkowa · Nadieżda Iwanowa | Węgry · Ildikó Rejtő · Ildikó Schwarczenberger-Tordasi · Ildikó Farkasinszky-Bóbis · Mária Szolnoki · Judit Ágoston-Mendelényi | Polska · Krystyna Machnicka-Urbańska · Halina Balon · Elżbieta Franke-Cymerman · Jolanta Bebel-Rzymowska · Barbara Wysoczańska |